# Jupiter C
Jupiter C (również Juno I) – rakieta nośna powstała ze zmodyfikowanego pocisku IRBM Redstone. W celach testowych wystrzeliwano rakiety Redstone ze stopniami górnymi. Była to pierwsza rakieta amerykańska zdolna wynieść satelitę na orbitę – rok przed ZSRR. Zespół konstruktora rakiety, Wernera von Brauna, pracujący dla Wojskowej Agencji Pocisków Balistycznych (ABMA), dostał rozkaz wysyłania rakiet obciążonych workami z piaskiem, co miało zahamować program armii lądowej USA na korzyść projektu marynarki wojennej Vanguard prowadzonego przez Laboratorium Badawcze Marynarki Wojennej Stanów Zjednoczonych (NRL), w którym konstruowano rakiety oparte na cywilnych rakietach badawczych Viking i Aerobee. Z przyczyn politycznych i propagandowych chciano, by pierwszego amerykańskiego satelitę wyniosła w kosmos rakieta cywilna, a nie pocisk wojskowy. Jednak na skutek tych opóźnień to Sowieci umieścili na orbicie pierwszego sztucznego satelitę, Sputnika 1, a pierwszego amerykańskiego satelitę, Explorer 1, wyniosła, wobec problemów z projektem Vanguard, rakieta nośna Jupiter C. Wersję czterostopniową rakiety, która posłużyła do wynoszenia satelitów na orbitę nazywano czasem Juno I, nazwę tę nadał rakiecie zespół Wernera von Brauna.

## Chronologia

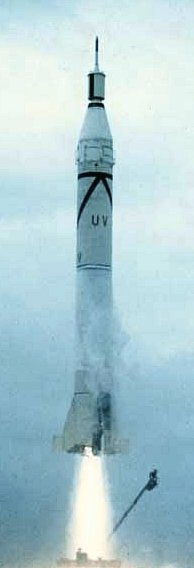
Start rakiety Jupiter C z satelitą Explorer 2 na pokładzie

- 25 czerwca 1954: na spotkaniu, dr Wernher von Braun, Frederick Durant III, Alexander Satin, David Young, dr Fred Whipple, dr Fred Singer i gen. George W. Hoover zgadzają się, że rakieta IRBM Redstone z pociskami Loki jako stopniami wyższymi, może wynieść satelitę na wysokość 200 km, bez konieczności opracowywania nowych urządzeń. Efektem spotkania są wspólne badania (Wojsk Lądowych i Marynarki) nad rakietami Redstone, a w końcu powstanie Projektu Orbiter – propozycji wysłania Explorera 1 za pomocą rakiety Jupiter C.

- 20 września 1956, 06:45 GMT; s/n RS - 27; miejsce startu: Przylądek Canaveral (LC5), USA. Pierwszy Jupiter C poleciał na wysokość 1097 km i pokonał 5300 km w linii poziomej. Osiągnął prędkość Mach 18. Głównym celem startu były testy napędu i rozdziału członów. Rakieta była w konfiguracji czteroczłonowej, z 4. stopniem nieaktywnym. Na ładunek składało się ok. 8,6 kg sprzętu badawczego. Lot odbył się pomyślnie, a sekwencja działań przebiegła, jak zaplanowano. Rakieta miałaby moc wystarczającą do wejścia na orbitę, gdyby uruchomiono 4. stopień. Była to pierwsza głęboka penetracja przestrzeni kosmicznej.

- 15 maja 1957, 07:55 GMT; s/n RS - 34; miejsce startu: Cape Canaveral Air Force Station (LC6), USA. Druga trójstopniowa rakieta miała służyć badaniom reakcji termicznych czepca rakiety podczas powrotu do atmosfery. Oddzielona stożkowa nakładka (pełnowymiarowy model), o masie 136 kg, powinna upaść w odległości 2245 km od miejsca startu, jednak upadła bliżej o 778 km. Czepca nie odzyskano, mimo to instrumenty monitorujące jego stan podczas wejścia w atmosferę wskazywały, że ablacyjna osłona termiczna dla głowic bojowych spełniała swoje zadanie.

- 8 sierpnia 1957, 06:59 GMT; s/n CC - 40; miejsce startu: Przylądek Canaveral (LC06), USA. Lot badawczy. Pocisk trójstopniowy z pełnowymiarowym modelem nakładki stożkowej na nos rakiety. Przeleciał około 2160 km i osiągnął 460 km wysokości. Prędkość: 14 400 km/h. Następnego dnia odzyskano nieuszkodzony czepiec (osłona ablacyjna rozproszyła 95% ciepła zaabsorbowanego podczas wejścia w atmosferę). Rakieta upadła w przewidzianym miejscu.

### Loty z satelitami
1. 1 lutego 1958, 03:47:56 GMT; s/n RS - 29; miejsce startu: Przylądek Canaveral (LC26A), USA
Ładunek: Explorer 1; Uwagi: start udany
2. 5 marca 1958, 18:27:57 GMT; s/n RS/CC - 26; miejsce startu: Przylądek Canaveral (LC26A), USA
Ładunek: Explorer 2; Uwagi: start nieudany – nie odpalił się 4 stopień rakiety.
3. 26 marca 1958, 17:38:03 GMT; s/n RS - 24; miejsce startu: Przylądek Canaveral (LC05), USA
 Ładunek: Explorer 3; Uwagi: start udany
4. 26 lipca 1958, 15:00:57 GMT; s/n RS/CC - 44; miejsce startu: Przylądek Canaveral (LC05), USA
Ładunek: Explorer 4; Uwagi: start udany
5. 24 sierpnia 1958, 06:17:22 GMT: s/n RS/CC - 47; miejsce startu: Przylądek Canaveral (LC05), USA
Ładunek: Explorer 5; Uwagi: start nieudany z powodu kolizji pierwszego stopnia z wyższymi. Stopień drugi odpalił lecąc w niewłaściwym kierunku.
6. 23 października 1958, 03:21:04 GMT; s/n RS/CC - 49; miejsce startu: Przylądek Canaveral (LC05), USA
Ładunek: Beacon 1; Uwagi: start nieudany. Przypadkowe oddzielenie górnych stopni. Awaria wewnętrzna w 149 sekundzie lotu – uszkodzenia spowodowane wibracjami i drganiami wywoływanymi poluzowaniem ładunku w ładowni.